# 6173 Jimwestphal
A 6173 Jimwestphal (ideiglenes jelöléssel 1983 AD) a Naprendszer kisbolygóövében található aszteroida. Brian Skiff fedezte fel 1983. január 9-én.